# Maison Otho-Robichaud
La maison Otho-Robichaud est un site historique provincial du Nouveau-Brunswick situé à Néguac, au Canada. Le site rend hommage à Otho Robichaud, un survivant de la Déportation des Acadiens et pionnier de Néguac.